# Ebosia
Ebosia é um gênero de peixe-leão que pertence à ordem Scorpaeniformes e à subfamília Pteroinae, são parentes próximos dos peixes-pedra (Scorpaena) e peixes-folha (Rhinopias). As espécies do gênero são nativos do Oceano Índico e do oeste do Oceano Pacífico.

## Espécies
Atualmente são conhecidas 4 espécies:
- Ebosia bleekeri Peixe-leão-de-Bleeker
- Ebosia falcata Peixe-leão-crista-de-foice
- Ebosia saya Peixe-leão-de-Saya-de-Malha
- Ebosia vespertina Peixe-leão-sul-africano